# Pancuran Dewa
Pancuran Dewa is een bestuurslaag in het regentschap Sibolga van de provincie Noord-Sumatra, Indonesië. Pancuran Dewa telt 4971 inwoners (volkstelling 2010).